# Nubiennachtschwalbe
Die Nubiennachtschwalbe (Caprimulgus nubicus) oder Nubischer Ziegenmelker ist eine Vogelart aus der Familie der Nachtschwalben (Caprimulgidae).
Er kommt in Ägypten, Äthiopien, Dschibuti, Eritrea, Israel, Jemen, Kenia, Oman, Saudi-Arabien, Somalia und im Sudan vor.
Das Verbreitungsgebiet umfasst typischerweise trockene, kaum bewachsene Flussläufe (Wadis), akazienbestandenes Buschland, Dickicht aus Tamarisken, Halbwüsten von 600 bis 1250 m.

## Beschreibung
Die Nubiennachtschwalbe ist 21–22 cm groß, das Männchen wiegt zwischen 46 und 56 g, das Weibchen zwischen 49 und 69 g. Die Oberseite ist gräulich oder gelbbraun mit dünnen schwarzbraunen Streifen, der Scheitel ist oft kräftig gestreift oder rotbraun gepunktet.
Das Männchen ist der Bergnachtschwalbe ähnlich, hat aber kleinere weiße Ecken auf den äußeren Steuerfedern, ist insgesamt blasser und graubrauner; im Flug wird mehr Rotbraun auf den Flügeln sichtbar.

## Stimme
Der Ruf des Männchens wird als zwei- oder dreitöniges ow-wow bzw. ow-wow-wow beschrieben, vom Boden aus gerufen.

## Geografische Variation
Es werden folgende anerkannte Unterarten unterschieden:
- C. n. tamaricis Tristram, 1864 – Israel und Jordanien bis Saudi-Arabien und Jemen; im Winter auch an den Küsten Sudans und Eritreas sowie im Nordwesten Somalias
- C. n. nubicus Lichtenstein, 1823, Nominatform – Sudan
- C. n. torridus E. L. Phillips, 1898 – Äthiopien, Somalia, Kenia, eventuell auch Nordosten Ugandas, Sokotra

## Lebensweise
Die Nahrung besteht aus Nachtfaltern, Heuschrecken und Käfern, die meist in Wassernähe gejagt werden.
Die Brutzeit ist nicht genau bekannt. Sie liegt in Jordanien und Israel zwischen April und Juli und reicht möglicherweise in Saudi-Arabien bis in den September.

## Gefährdungssituation
Die Nubiennachtschwalbe gilt als „nicht gefährdet“ (least concern).